# Шейдт, Гинтаре
Ги́нтаре Шейдт (в девичестве — Волунгявичюте, лит. Gintarė Scheidt (Volungevičiūtė); род. 12 ноября 1982, Каунас) — литовская яхтсменка, серебряный призёр Олимпийских игр 2008 года, чемпионка мира 2012 года. Единственный призёр Олимпийских игр в парусном спорте в истории Литвы.

## Карьера
В 2008 году на Олимпиаде в Пекине выиграла серебряную медаль в классе «Лазер Радиал», уступив американке Анне Танниклифф. Эта медаль стала первой в истории литовского парусного спорта.
На следующих Олимпийских играх заняла 6-е место.
В Рио-де-Жанейро была знаменосцем команды Литвы на Параде наций. Во время соревнований в классе «Лазер Радиал» лишь раз литовской яхтсменке удалось закончить гонку в тройке сильнейших, выиграв второй заезд. Тем не менее стабильно высокие результаты позволили Шейдт пробиться в медальную гонку, но поскольку отрыв от лидеров к моменту начала заключительной гонки был очень большой, то Гинтаре, занимавшая шестое место, могла побороться только за место в пятёрке. Медальную гонку Шейдт завершила четвёртой и с общей суммой 90 очков она заняла итоговое 7-е место.

## Личная жизнь
25 октября 2008 года обвенчалась с бразильским яхтсменом Робертом Шейдтом в ратуше Каунаса, взяв фамилию мужа. У Гинтаре и Роберта двое сыновей.